# Jeanne Lampl-de Groot
Jeanne Lampl-de Groot, née Adriana de Groot, le 16 octobre 1895 à Schiedam, et morte le 4 avril 1987 à Zwolle, est une psychiatre et psychanalyste néerlandaise. Elle est connue pour ses recherches sur la sexualité féminine.

## Biographie
Fille de l'homme d'affaires Michaël Coenradus Maria de Groot et d'Henriette Dupont, elle fait ses études de médecine à l'université de Leyde (1912-1919), puis à l'université d'Amsterdam, où elle obtient son diplôme de médecin en 1921.
Elle lit durant ses études, sans doute en 1913 L'Interprétation des rêves, de Sigmund Freud. Au terme de ses études, elle écrit à ce dernier, et lui demande de l'introduire à la psychanalyse. Entre 1922 et 1925, elle suit les séminaires de la Société psychanalytique de Vienne, tout en travaillant à la clinique de Wagner-Jauregg, où elle complète sa formation médicale pour devenir psychiatre. Elle établit des bonnes relations professionnelles et personnelles avec Freud et Anna Freud. Elle se rend en 1925 à Berlin, où elle participe aux activités de l'Institut psychanalytique de Berlin, et fait la connaissance d'Hans Lampl, psychiatre et psychanalyste viennois et ami des Freud, alors en formation à l'Institut, qu'elle épouse. Le couple a deux enfants.
Tous deux retournent à Vienne en 1933, lors de la prise du pouvoir d'Adolf Hitler en Allemagne. Jeanne Lampl-de Groot s'intéresse à la psychanalyse des enfants et une recommandation de Siegfried Bernfeld lui permet de travailler dans une clinique pour enfants viennoise. Au moment de l'Anschluss, en 1938, elle retourne aux Pays-Bas avec son mari et leurs enfants. Elle rejoint la société psychanalytique néerlandaise (Nederlandse Vereniging voor Psychoanalyse ; NVPA), fondée en 1917, et travaille comme psychanalyste à Amsterdam. Elle crée, avec Hans Lampl, un cursus de formation pour les thérapeutes et les analystes.
Pendant la guerre, l'association psychanalytique fonctionne clandestinement. Après la guerre, en 1946, l'association crée un institut psychanalytique (PAI) sur le modèle des instituts de Berlin et de Vienne. Jeanne Lampl-de Groot s'investit dans des échanges internationaux entre psychanalystes. Elle organise notamment la première conférence d'après-guerre à Amsterdam, en 1950. Elle écrit également plusieurs articles sur la sexualité féminine, et ensuite dirige ses recherches vers une exploration de la psychanalyse et de sa relation avec les autres sciences.
En juillet 1953, elle est l'une des membres du comité de l'Association psychanalytique internationale mandatés à l'issue du congrès de l'API à Londres, afin de vérifier si les pratiques de la Société française de psychanalyse lui permettent de devenir membre de l'association internationale. Ce comité, dont les autres membres sont Phyllis Greenacre et Kurt Eissler pour les États-Unis, et Donald Winnicott et Hedwige Hoffer pour l'Europe, conclut que le « Groupe Lacan » n'est pas en conformité sur le plan de la formation notamment.
L'ouvrage Man and mind est un recueil de ses articles, édités pour son 90e anniversaire grâce à ses collègues.
Elle meurt le 4 avril 1987 à Zwolle.

## Distinctions
- 1963 : vice-présidente de l'Association psychanalytique internationale.
- 1970 : docteure honoris causa de l'université d'Amsterdam,
- 1971 : membre d'honneur de la Société néerlandaise de psychiatrie et de neurologie

## Publications
- (en) Man and mind. Collected papers of Jeanne Lampl-de Groot, International Universities Press/Von Gorcum, 1985 (ISBN 978-0823630875)
- Souffrance et jouissance : le sexuel féminin, Paris, Aubier Montaigne, coll. « La Psychanalyse prise au mot », 1983 (ISBN 9782700703238)recueil d'articles publiés entre 1927 et 1982
- (nl) « Zu den Problemen der Weiblichkeit », Internationale Zeitschrift für Psychoanalyse, vol. 19,‎ 1933, p. 385-415 (lire en ligne)
- (nl) « Anmerkungen zur psychoanalytischen Triebtheorie », Psyche, vol. 10,‎ 1956, p. 194-204
- (nl) « Zur Entwicklungsgeschichte des Ödipuskomplexes der Frau », IZP, vol. 13,‎ 1927, p. 269-282 (lire en ligne)
- Hemmung und Narzißmus, Internationale Zeitschrift für Psychoanalyse 22, 1936, p. 198-222 [lire en ligne] et Psyche 19, 1965, p. 417-442
- (nl) « Masochismus und Narzissmus », Internationale Zeitschrift für Psychoanalyse, no 23,‎ 1937, p. 479-489 (lire en ligne)
- (nl) « Ideal-Bildung bei Neurotikern und Delinquenten », Psyche, no 19,‎ 1965, p. 454-464
- (nl) « Über Verlaufsformen von Abwehr und Entwicklung », Psyche, no 19,‎ 1965, p. 465-476
- (nl) « Zur Adoleszenz », Psyche, no 19,‎ 1965, p. 477-485